# Никон (епископ Пермский)

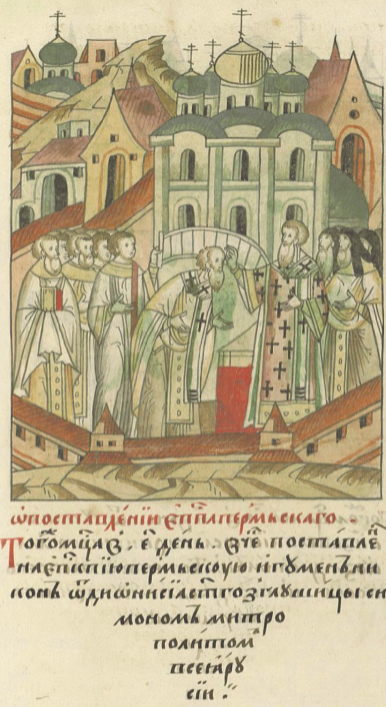
Посвящение Никона в епископы Пермские

Епископ Никон (ум. 1514, Дионисиев Глушицкий монастырь) — епископ Русской церкви, епископ Пермский и Вологодский.

## Биография
Никон был сперва иноком, а затем игуменом Дионисиева Глушицкого монастыря.
5 мая 1502 года хиротонисан во епископа Пермского и Вологодского. Хиротонию возглавил митрополит Московский и всея Руси Симон. Участвовал в Соборе 1503 года.
В 1504 году случился великий пожар в столице Перми Великой — городе Чердыни: «город згорел Чердынь и князь Матфей Михайлович великопермьский поставил город на Покче новый». Помимо возведения новых крепостей, князь Матвей Великопермский содействовал миссионерской деятельности, строил церкви и заботился об их благополучии. При княжении Матвея Михайловича Великопермского в 1505 году был построен храм в Покче. Жаловал князь Матвей земли и Чердынскому Иоанно-Богословскому монастырю.
Не позднее 1508 года ушёл на покой, так как с этого года епископом Пермским значится Стефан.
3 августа 1511 года при поставлении Варлаама митрополитом Московским и всея Руси Преосвященный епископ Никон хотя и не присутствовал на Соборе, но прислал свою единосоветную грамоту.
Скончался в 1514 году на покое в Глушицком монастыре, где и был погребён.